# Supernova (album Urszuli)
Supernova – siódmy album Urszuli, wydany w 1998 roku nakładem wydawnictwa BMG Poland.
Supernova powstawała w okresie czerwiec – październik 1998. Materiał na płytę nagrywany był w warszawskim Studio Buffo oraz w Vega Studio.
Album uzyskał status platynowej płyty i przyniósł jeden z najpopularniejszych przebojów roku, „Anioł wie...” i nową wersję nagrania „Rysa na szkle”. Na listy przebojów trafiły także single „Dnie-ye!”, „Żegnaj więc” i „Depresja”.

## Lista utworów
1. „Anioł wie...” (muz. S. Zybowski, sł. U. Kasprzak) – 4:07
2. „Słodki nałóg” (muz. S. Zybowski, sł. U. Kasprzak) – 3:45
3. „Dnie-ye!” (muz. S. Zybowski, sł. U. Kasprzak) – 4:03
4. „Rysa na szkle” (muz. S. Zybowski, sł. B. Olewicz) – 4:36
5. „Co się z tobą dzieje?” (muz. S. Zybowski, sł. U. Kasprzak) – 4:38
6. „O nim” (muz. S. Zybowski, sł. U. Kasprzak) – 3:12
7. „Obawa” (muz. S. Zybowski, sł. U. Kasprzak) – 4:04
8. „Szkołła” (adaptacja The Tornisters) – 1:37
9. „Depresja” (muz. S. Zybowski, sł. U. Kasprzak) – 3:20
10. „Żegnaj więc” (muz. S. Zybowski, sł. U. Kasprzak) – 4:36
11. „Więcej niż nic” (muz. S. Zybowski, sł. U. Kasprzak) – 4:32
12. „Supernova” (muz. S. Zybowski) – 5:27

## Listy przebojów
| sierpień 1998    | Anioł wie...  | 1  | 12 |
| październik 1998 | Dnie-ye!      | 26 | 47 |
| grudzień 1999    | Żegnaj więc   | 19 | 20 |
| sierpień 1999    | Rysa na szkle | 10 | 36 |
| listopad 1999    | Depresja      | 37 | -  |

## Teledyski
- „Anioł wie...” – 1998
- „Żegnaj więc” – 1999

## Twórcy
- Urszula Kasprzak „Ul” – śpiew, loopy
- Stanisław Zybowski „Zybek” – gitary
- Wojciech Kuzyk „Puzon” – gitara basowa
- Sławomir Piwowar „Jasiek” – instrumenty klawiszowe
- Robert Szymański „Misiek” – perkusja
- Małgorzata Paduch „Padosia” – chórki (7,10)
- Juliusz Mazur „Nunek” – mini moog (1,3)
- Krzysztof Patocki „Patol” – perkusja (1,3,12)
- Robert Majewski – trąbka (9,11)
- Jerzy Suchocki „Suchy” – loopy (3,9,11,12)

Personel
- Stanisław Zybowski – producent nagrania, realizacja (Vega Studio)
- Rafał Paczkowski – realizacja (Studio Buffo)
- Darek Wójcik – asystent
- Zbyszek Fijałkowski – asystent
- Grzegorz Piwkowski – mastering (Studio Buffo)
- Julita Janicka - management – impres JOT
- Krzysztof Kieliszkiewicz – organizacja koncertów
- Beata Wielgosz – zdjęcia
- Joanna Piasek – projekt graficzny